# Nihon Shoki
Nihon Shoki (jap. 日本書紀, にほんしょき) je stara japanska kronika.
Zajedno s kronikom Kojikijem (Drevni spisi), mitovi koji se nalaze u Nihon Shokiju dijelom su nadahnuća šintoističkih obreda i mitova, među ostalim obred pročišćenja misogi.

## Vanjske poveznice
- Prijevod Nihon Shokija na engleski  Arhivirana inačica izvorne stranice od 21. prosinca 2014. (Wayback Machine)